# Gneu Octavi (cònsol 87 aC)
Gneu Octavi (en llatí Cnaeus Octavius) va ser un magistrat romà del segle i aC. Era fill de Gneu Octavi, cònsol l'any 128 aC. Formava part de la gens Octàvia, una destacada família romana d'origen plebeu.
Va ser un dels més ferms partidaris del Partit aristocràtic i potser per aquesta raó va fracassar quan va voler ser elegit edil. L'any 87 aC va ser cònsol junt amb Luci Corneli Cinna, quan Sul·la era absent a Grècia i Gai Mari havia estat desterrat.
Cinna va intentar obtenir el poder pels populars incorporant nous ciutadans italians a les 35 tribus i Octavi s'hi va oposar amb una gran qualitat oratòria que abans se li desconeixia. De les paraules es va passar a la lluita i finalment Cinna va ser expulsat de la ciutat i el Senat el va privar del seu càrrec de cònsol i el va substituir per Luci Corneli Merula. Però Cinna va reunir un fort exèrcit amb el que va marxar cap a Roma mentre Mari, al saber les notícies, va tornar del seu exili a Àfrica reunint un exèrcit i acostant-se també a la ciutat.
Els soldats d'Octavi no confiaven prou en el cònsol i van demanar posar-se sota el comandament de Quint Cecili Metel Pius, cridat a Roma pel Senat, però com que Metel va refusar el comandament, les tropes es van passar als populars i el Senat va haver de sotmetre's a Cinna. Metel va fugir i Octavi, aconsellat pels seus amics de fer el mateix, dubtava. Però els endevins li van dir que no sofriria cap dany, i les garanties que li oferien Mari i Cinna, es va quedar a Roma.
Octavi es va fer fort al Janícul amb algunes tropes fidels, mentre les tropes de Cinna i Mari entraven a Roma. Assegut a la seva Cadira curul, allí mateix va ser assassinat per Gai Marci Censorí, enviat al lloc pels populars. Va tallar el seu cap i el va penjar a les Rostra, segons el relat d'Appià. Plutarc en dona una versió lleugerament diferent. Octavi sembla haver estat un home just però molt supersticiós i lent en l'acció.